# Ligne 9 du tramway de Lyon
Pour les articles homonymes, voir Ligne 9.
La ligne 9 du tramway de Lyon plus simplement nommée T9 est une ligne de tramway en construction de la métropole de Lyon. Cette ligne reliera les stations Vaulx-en-Velin - La Soie et Charpennes - Charles Hernu en traversant les communes de Vaulx-en-Velin et Villeurbanne.
La ligne T9 se raccordera aux infrastructures des lignes T1 et T4 du tramway entre les stations Croix-Luizet et Charpennes - Charles Hernu. Elle sera également connectée au cours de son trajet avec les lignes A et B du métro, aux lignes T3, T6 et T7 du tramway ainsi qu'au Rhônexpress et plusieurs lignes de bus dont la ligne C3.
La mise en service de cette ligne est prévue pour l'année 2027.

## Histoire

### Conception
Le projet de construction de cette ligne est mené dans le cadre du plan "Destination 2026" du SYTRAL qui implique une expansion importante du réseau de tramway de Lyon avec l'extension vers le nord de la ligne T6 et la construction de trois nouvelles lignes de tramway :
- T8 dans le centre de Lyon entre Bellecour et La Part-Dieu
- T9 au nord-est de l'agglomération dans les communes de Vaulx-en-Velin et Villeurbanne
- T10 au sud, entre le quartier de Gerland et les communes de Saint-Fons et Vénissieux.

Le projet de la ligne T9 fait l'objet d'une concertation préalable se déroulant entre le 23 août 2021 et le 23 octobre 2021. Le 10 décembre 2021, le bilan de cette concertation et le tracé définitif de la ligne sont approuvés par le SYTRAL.
Une concertation publique est ensuite organisée du 7 janvier 2022 au 28 février 2023 avant l'enquête publique et le début des travaux.

### Travaux
Les travaux de construction de la ligne ont commencé en 2023 et doivent durer deux ans jusqu'en 2025.
Sous le périphérique lyonnais, au niveau du pont du Roulet (canal de Jonage), une nouvelle trémie dédiée aux piétons et cyclistes est construite en parallèle du passage automobile existant dans lequel la ligne T9 doit passer. La construction de cette nouvelle trémie se déroule en 108 heures et nécessite la fermeture du périphérique du 8 au 12 mai 2024 entre la porte de la Doua (A42) et la porte des Essarts (A43). L'opération consiste à creuser le sol du périphérique pour y installer un assemblage de trois cadres en béton de 600 tonnes et d'un mur de soutènement en 6 éléments.

### Mise en service
La mise en service de la ligne est prévue pour l'année 2026.

## Tracé et stations

### Tracé
Le tracé débute au sud du pôle multimodal actuel de Vaulx-en-Velin - La Soie avec une nouvelle station implantée Avenue Bataillon Carmagnole Liberté et part d'abord vers l'est. Le tracé prend ensuite la direction du nord par le Boulevard des Droits de l'Homme et franchit une première fois le Canal de Jonage par le pont de la Soie déjà existant. La ligne desservira ensuite le centre de Vaulx-en-Velin en reprenant une partie de l'itinéraire de la ligne de bus à haut niveau de service C3 pour desservir l'hôtel de ville de Vaulx-en-Velin et le quartier Mas du Taureau.
La ligne prendra ensuite la direction de l'ouest et franchira une deuxième fois le Canal de Jonage par un nouveau pont après être entré dans Villeurbanne et avoir desservi le quartier Saint-Jean. Le ligne pénétrera ensuite dans le campus de La Doua et partagera ses infrastructures avec les lignes T1 et T4 jusqu'à son terminus à Charpennes.
La ligne sera longue de 11,5 kilomètres et nécessitera la création de 8,8 kilomètres d'infrastructures pour assurer la desserte de 12 stations. Sept de ces stations situées entre Croix-Luizet et Charpennes - Charles Hernu sont déjà desservies par la ligne T1, six de celles-ci le sont également par la ligne T4. La nouvelle ligne T9 circulera ainsi en tronc commun et partagera son parcours avec ces deux lignes de tramway pendant plusieurs kilomètres.

### Liste des stations prévues
|  |   |  | Station                       | Communes desservies | Correspondances                                  |
|  | - |  | ----------------------------- | ------------------- | ------------------------------------------------ |
|  | ■ |  | Vaulx-en-Velin - La Soie      | Vaulx-en-Velin      | , N83 N100,                                      |
|  | • |  | Brunel Cavellini              | Vaulx-en-Velin      |                                                  |
|  | • |  | Catupolan                     | Vaulx-en-Velin      |                                                  |
|  | • |  | La Balme                      | Vaulx-en-Velin      |                                                  |
|  | • |  | Stade Francisque Jomard       | Vaulx-en-Velin      |                                                  |
|  | • |  | Carmellino                    | Vaulx-en-Velin      |                                                  |
|  | • |  | Vaulx Hôtel de Ville - Campus | Vaulx-en-Velin      | Bus en mode C · Ligne C3                         |
|  | • |  | Lesire                        | Vaulx-en-Velin      | Bus en mode C · Ligne C3                         |
|  | • |  | Mas du Taureau                | Vaulx-en-Velin      | Bus en mode C · Ligne C3                         |
|  | • |  | Saint-Jean Centre             | Villeurbanne        |                                                  |
|  | • |  | Puces du Canal                | Villeurbanne        |                                                  |
|  | • |  | Buers Salengro                | Villeurbanne        |                                                  |
|  | • |  | Croix-Luizet                  | Villeurbanne        | Tramway de Lyon · Ligne T1                       |
|  | • |  | INSA - Einstein               | Villeurbanne        | Tramway de Lyon · Ligne T1 · Ligne T4            |
|  | • |  | La Doua - Gaston Berger       | Villeurbanne        | Tramway de Lyon · Ligne T1 · Ligne T4 · Ligne T6 |
|  | • |  | Université Lyon 1             | Villeurbanne        | Tramway de Lyon · Ligne T1 · Ligne T4            |
|  | • |  | Condorcet                     | Villeurbanne        | Tramway de Lyon · Ligne T1 · Ligne T4            |
|  | • |  | Le Tonkin                     | Villeurbanne        | Tramway de Lyon · Ligne T1 · Ligne T4            |
|  | ■ |  | Charpennes - Charles Hernu    | Villeurbanne        | ,                                                |